# Kräutelstein

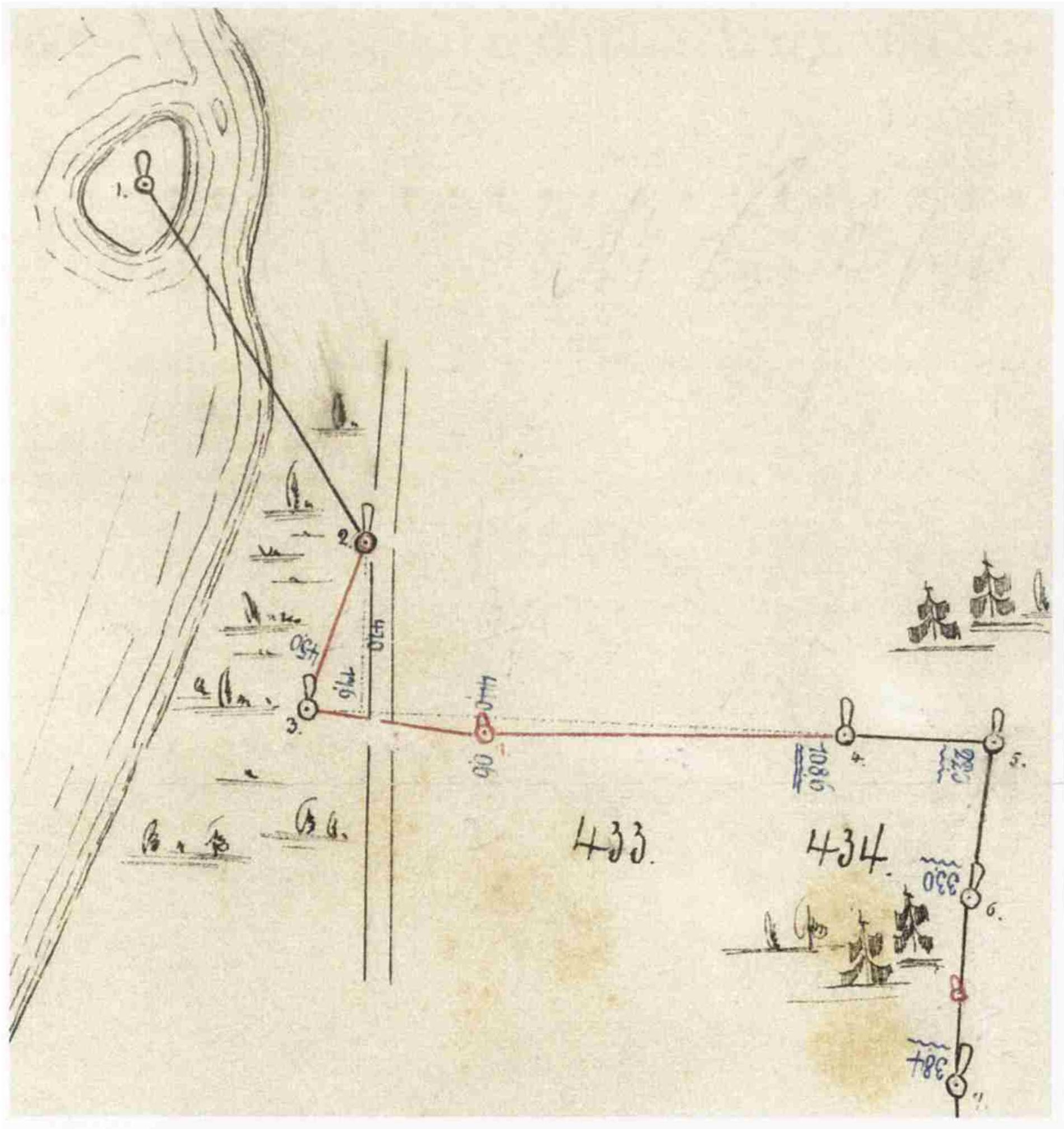
Handriss von 1891,
mit Grenzstein Nr. 1 auf dem Kräutelstein

Der Kräutelstein – andere Schreibweisen sind Kräutlstein und Kreutlstein, selten Kreutelstein – ist eine kleine, mit Bäumen bewachsene Felseninsel im Oberlauf der Donau unterhalb von Passau bei Flusskilometer 2223,196, über die mit geraden Linien und einem Knick am Grenzstein die deutsch-österreichische Grenze verläuft. Ein kleiner, im Südwesten liegender 135°-Sektor gehört zu Deutschland, rund 85 % der Fläche von 450 m² gehören zu Österreich. Auf dem Urpositionsblatt von 1861 ist er als Kreutelstein verzeichnet.

## Geographie
Die hier etwa 250 m breite Donau strömt nach Nordnordosten, die leicht elliptische, etwa 30 × 20 m messende Insel Kräutelstein liegt normalerweise nur durch etwa 10 Meter Wasser getrennt vom rechten (östlichen) Donauufer entfernt. Der Kräutelstein bildet die abgetrennte Fortsetzung einer nach Norden orientierten Landzunge, die flussaufwärts vom rechten Ufer ausgeht. Bei normalem Wasserstand ist der Kräutelstein über eine Steinaufschüttung trockenen Fußes zu erreichen. Die Distanz zum gegenüberliegenden Ufer beträgt über 200 Meter. Er gab der so genannten Kräutelsteinbrücke, einer stillgelegten Eisenbahnbrücke knapp 90 Meter flussaufwärts, den Namen. Die Straßen-Staatsgrenze beim Grenzübergang Passau–Achleiten liegt gut 70 Meter südöstlich, die früheren Grenzanlagen, jetzt Tankstelle, nur 30 Meter östlich an der Nibelungen Straße und damit auf österreichischem Staatsgebiet.
Die 2,34 km unterhalb der Innmündung liegende Felseninsel wird noch von unvermischtem Innwasser umspült, das zumindest das oberflächennahe Wasser der tieferen Donau bei jahreszeitlich hohem Wasserfluss deutlich nach links abdrängt.
Der Kräutelstein liegt in den FFH-Gebieten Donau von Kachlet bis Jochenstein mit Inn- und Ilzmündung (Bayern) bzw. Oberes Donau- und Aschachtal (Oberösterreich).
Der bayerische Teil des Felsens ist Teil des Naturdenkmals Felsen bei der Kräutlsteinbrücke.
Am Kräutelstein beginnt die so genannte nasse Grenze zwischen Bayern und (Ober-)Österreich, die zunächst auf kürzestem Weg knapp 70 Meter Richtung Flussmitte verläuft und von dort für gut 20 Kilometer dem Talweg der Donau bis unterhalb des Jochensteins folgt.
Die Staatsgrenze zu Österreich verlief ehedem am rechten Donauufer.
Die heutige Grenze wurde durch den bayerisch-österreichischen Grenz-Vertrag vom 2. Dezember 1851 festgelegt, der den Grenzverlauf in der Donau zwischen »Kreitelstein« und Dandlbach (linksseitig unterhalb des Jochensteins) auf den »Hauptthalweg« festlegt. Im selben Vertrag wurde auch eine Grenzbegradigung im Bereich des Kräuter(graben)bachs vereinbart.

## Geteilte Insel mit Grenzstein
Wie die Parzellarkarte auf Luftbildbasis zeigt, verläuft die Landesgrenze zwischen Deutschland (Bayern) und Österreich (Oberösterreich) über den kleinen Felsen, wobei der größere Nordteil zu Österreich gehört. Auf dem Kräutelstein steht der Grenzstein Nr. 1 der Republik Österreich. Er trennt die Grenzabschnitte Donau und Innwinkel. Dieser Grenzverlauf lässt sich bis ins 13. Jahrhundert zurückverfolgen, damals trennte die Grenze das Gebiet der Fürstbischöfe von Passau (im Norden, heute Österreich) von dem der Herzöge von Niederbayern (im Süden).
Die Vermarkung des Grenzpunktes wurde erstmals im Jahr 1549 erwähnt. Im Jahr 1591 wurde eine gemauerte Grenzsäule errichtet, in welcher die Nummer 10 und der Passauer Wolf, das Wappentier der Fürstbischöfe von Passau, eingraviert waren. Diese Säule wurde 1596 durch einen Grenzstein ersetzt, der bei einer Grenzrevision im Jahr 1691 als Grenzstein Nr. 1 bezeichnet wurde. Der Grenzstein von 1596 wurde, nachdem er fast 200 Jahre den Hochwassern getrotzt hatte, 1792 durch den heute noch stehenden Grenzstein ersetzt, der 115 cm hoch ist. Auf diesem Stein ist auf deutscher Seite der Passauer Wolf angebracht, auf österreichischer Seite der Doppeladler mit dem darauf gesetzten Bindenschild der Babenberger, darunter die Jahreszahl 1792. Das Monogramm „F II“ steht für Kaiser Franz II.
Erst das Donauhochwasser 2013 brachte den Grenzstein nach 221 Jahren zu Fall – vermutlich durch einen angeschwemmten Baum. Während einer Suche des damaligen Wasser- und Schifffahrtsamtes Regensburg bei Niedrigwasser wurde der Grenzstein wiedergefunden und mit einem Schwimmkran geborgen. Im Oktober 2014 wurde der Grenzstein auf seinem Sockel befestigt, verstärkt mit einer Stahlarmierung.
Der nächstgelegene Pegel ist der Pegel Achleiten bei Flusskilometer 2.223,10, knapp 100 Meter unterhalb des Kräutelsteins. Der nächste Pegel flussaufwärts ist der Pegel Passau Ilzstadt / Donau bei Flusskilometer 2.225,25, also rund zwei Kilometer oberhalb des Kräutelsteins.

## Verwaltung
Auf österreichischer Seite wird der Kräutelstein zum Weiler Achleiten der Ortschaft und Katastralgemeinde Hinding, Gemeinde Freinberg im oberösterreichischen Bezirk Schärding im Innviertel gerechnet.
Der deutsche Teil der Felseninsel gehört zu Gemarkung und Stadtteil Grubweg, Ortsteil Schneckenberg in Passau. Die Grenze zum Stadtteil Innstadt (Gemarkung Beiderwies), dort Ortsteil Bayerisch Haibach, verläuft am rechten Donauufer.
Am 1. Juli 1923 wurde Beiderwies in die Stadt Passau eingemeindet und mit ihr der bayerische Anteil des Kräutelstein.